# 9737 Дударова
9737 Дударова (9737 Dudarova) — астероїд головного поясу, відкритий 29 вересня 1986 року.
Тіссеранів параметр щодо Юпітера — 3,444.